# 천도 (가수)
천도(2002년 ~ )는 대한민국의 가수다. 2022년 노래 'Schaden flower : 고통꽃'으로 데뷔했다.

## 방송
- 캡틴 (2020) - 6위

## 음반
- 캡틴 (CAP-TEEN) TOP7 (2021)
- Love Love Love (서빈 X soundtrack#1) (2022)
- Schaden flower : 고통꽃 (2022)
- 바위 (2022)
- 독한X (2023)
- 늘 그렇듯 (2024)
- WHO I AM (2024)
- 티 나게 (2024)

## 공연
- 천도 단독콘서트 [THE FIRST DEGREE] (2024)